# Бетуца
Бетуца (рум. Bătuța) — село у повіті Арад в Румунії. Входить до складу комуни Бирзава.
Село розташоване на відстані 363 км на північний захід від Бухареста, 58 км на схід від Арада, 143 км на південний захід від Клуж-Напоки, 71 км на північний схід від Тімішоари.

## Населення
За даними перепису населення 2002 року у селі проживали 96 осіб, з них 95 осіб (99,0%) румунів. Усі жителі села рідною мовою назвали румунську.